# Orlík nad Vltavou
Orlík nad Vltavou, bis 1963 Staré Sedlo (deutsch Altsattel) ist eine Gemeinde in Tschechien. Sie liegt 22 Kilometer südöstlich von Příbram (Pibrans) und gehört zum Okres Písek.

## Geographie
Der Ort befindet sich linksseitig der Moldau über der Orlík-Talsperre. Durch die Gemeinde führt die Staatsstraße I/19 zwischen Březnice (Bresnitz) und Milevsko (Mühlhausen)
Nachbarorte sind Chrást (Chrast) im Nordosten, Kostelec nad Vltavou (Kosteletz an der Moldau) im Osten, Nevězice (Niewesitz) im Süden, Probulov (Probulow) und Králova Lhota (Königslhota) im Südwesten, Lety im Westen sowie Kožlí (Koschli) im Nordwesten.

## Geschichte
Erste Nachrichten über das Dorf Staré Sedlo stammen aus dem Jahre 1288. Seit dem Ende des 13. Jahrhunderts ist auch die Existenz einer Pfarrkirche belegt.
Bis zur Ablösung der Patrimonialherrschaften im Jahre 1848 war der Ort Teil der Herrschaft Worlik und seine Geschichte mit eng mit der Burg verbunden. 1850 entstand die Gemeinde Orlík, zu der die Ortsteile Králova Lhota (Königslhota), Staré Sedlo, Probulov (Probulow) und Žďákov u Starého Sedla (Schdakow bei Altsattel) gehörten. 1880 wurde die Gemeinde Staré Sedlo mit den Ortsteilen Orlík und Žďákov u Starého Sedla gebildet; Králova Lhota und Probulov wurden selbständig.
Zwischen 1956 und 1961 wurde an der Moldau die Orlík-Talsperre errichtet, in der Žďákov versank. 1963 wurde der Name der bekannten Burg auf die Gemeinde übertragen.
Der Ortsteil Višňovka entstand in den 1950er Jahren südwestlich von Staré Sedlo im Zusammenhang mit dem Bau der Talsperre.

## Gemeindegliederung
Die Gemeinde Orlík nad Vltavou besteht aus den Ortsteilen Staré Sedlo (Altsattel) und Višňovka sowie der Ortslage Orlík (Worlik). Der frühere Ortsteil Žďákov u Starého Sedla (Schdakow bei Altsattel) wurde nach 1957 überflutet.

## Sehenswürdigkeiten

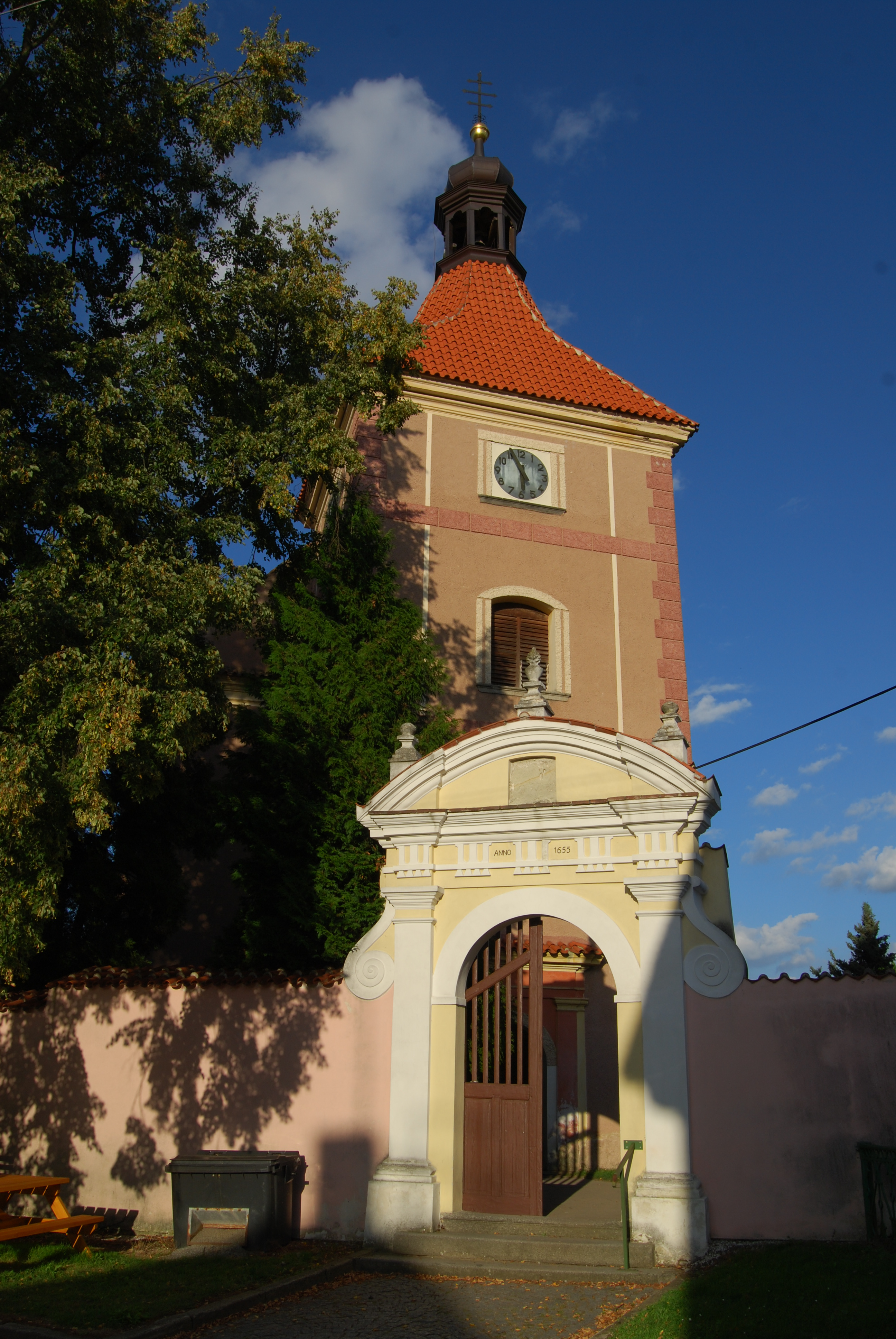
Kirche St. Prokop

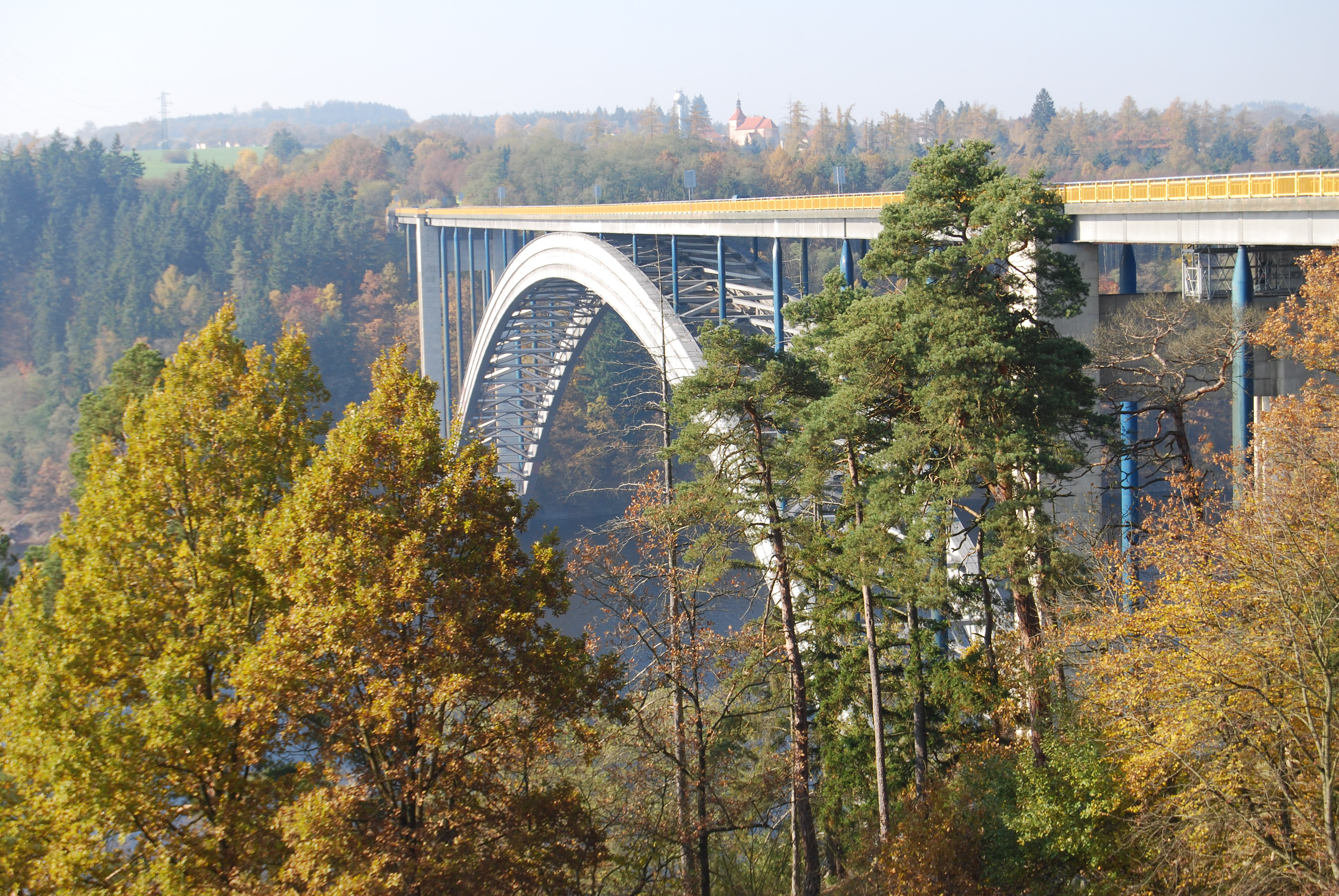
Žďákovský most

- Burg Orlík, die ehemals gotische Burganlage entstand auf einem hohen Felssporn über dem Moldautal, 1820 erfolgte die Anlage des 143 ha großen Schlossparkes. Nach Bau der Orlík-Talsperre steht die Burganlage auf einer Halbinsel im Stausee.
- Kirche St. Prokop in Staré Sedlo, das gotische Bauwerk wurde 1654 erstmals umgestaltet. Sein heutiges barockes Aussehen erhielt das Gotteshaus beim zweiten Umbau zwischen 1753 und 1754.
- Nischenkapelle und Statue des Hl. Johannes von Nepomuk auf dem Weg von Staré Sedlo nach der Burg, aufgestellt im 18. Jahrhundert
- Žďákovský most, die Brücke der Staatsstraße 19 führt in ca. 50 m Höhe über die Orlík-Talsperre. Sie ist mit 541 m Länge eine der längsten Einbogenbrücken Europas.
- Gedenkstein für die Opfer des Roma-Lagers Lety, am Berg Krahulík, westlich des Ortes

## Söhne und Töchter der Gemeinde
- Albin Hirsch (1847–1918), Politiker
- Johann Friedrich Kittl (1806–1868), Komponist